# Railway Empire
A Railway Empire egy vasútépítési és menedzsment szimulációs videójáték, amelyet a Gaming Minds Studio fejlesztett és a Kalypso Media adott ki. A játék 2018. január 26-án jelent meg Linuxra és Microsoft Windowsra, 2018. január 30-án PlayStation 4-re és Xbox One-ra, és 2020. február 14-én Nintendo Switch-re. Japánban a játék fizikai példányát a Ubisoft forgalmazta 2018 májusában.

## Játékmenet
A Railway Empire alapjátéka az Amerikai Egyesült Államokban játszódik 1830 és 1930 között. A játékos nagy vasúthálózatot építhet, és különböző mozdonyokat vásárolhat, hogy kiszolgálja a városokat és az iparágakat - a városok eközben növekednek, és vasúti személyzetet alkalmazhat mind a vonatüzemeltetéshez, mind az irodai pozíciókhoz, mind egyéni bónuszokkal és személyiségtípusokkal. A játékos olyan újításokat is feloldhat, mint például új mozdonyok vagy a bevételeket növelő bónuszok. A játéknak öt fő játékmódja van: kampánymód, forgatókönyv mód, szabad mód, sandbox mód és kihívás mód.
A kampány mód főként az első transzkontinentális vasútvonal építésén keresztül vezeti végig a játékost, kivételt képez a negyedik küldetés, amely az amerikai polgárháborúra épül. Ebben a módban a játékosnak feladatokat kell teljesítenie, valamint versenyeznie kell az AI által irányított versenytársakkal. A forgatókönyv módban ezek a versenytársak választható és játszható karakterek, amelyek különleges játékbónuszokkal rendelkeznek. A feladatok is lényegesen nehezebbek a forgatókönyv módban. A szabad módban a feladatlista indításkor véletlenszerűen generálódik, és a megadott feladatok nem kötelezőek. A játékosok azt is kiválaszthatják, hogy hány versenytársuk legyen (0 és 3 között). A Sandbox módban nincsenek feladatok, és minden mozdony automatikusan kutatható. Itt sincsenek versenytársak, és a pénz is végtelen. A Challenge mód hasonló a forgatókönyvekhez és a szabad módhoz, de a játékosok egy online ranglistán versenyeznek más játékosokkal.
| Összegzőoldal | Értékelés                                      |
| ------------- | ---------------------------------------------- |
| Metacritic    | PC: 74/100 PS4: 79/100 XONE: 77/100 NS: 74/100 |